# 塞尔吉奥·维埃拉·德梅洛
塞尔吉奥·维埃拉·德梅洛（葡萄牙語：Sérgio Vieira de Mello，1948年3月15日—2003年8月19日），巴西籍联合国外交官，曾担任联合国人权高级专员、秘书长驻伊拉克代表。2003年，德梅洛获得联合国人权奖。2003年8月19日，时任联合国秘书长伊拉克问题特别代表的德梅洛在伊拉克的运河酒店爆炸案中与其他20名工作人员遇害。